# Ријечка операција
Ријечка операција или Ријечка битка назив је за операције Југословенске армије вођене од 16. априла до 6. маја 1945. године за ослобођење града Ријеке и шире околине у саставу операција за ослобођење Југославије.

## Ток операције
У завршним операцијама за ослобођење Југославије, Четврта југословенска армија је, продирући из Далмације и јужне Лике, у марту и априлу 1945. разбила немачки 15. брдски корпус, ослободила читаву Лику с приморјем, део Горског котара и острва Паг и Раб. Средином априла њена 13, 19. и 43. дивизија избиле су на пругу Ријека—Загреб, између Брод-Моравица и Јадранског мора, насупрот предњим положајима немачке 237. дивизије из 97. армијског корпуса, која је овде намеравала да задржи продирање Четврте армије у Ријеку и Истру. Поменуте дивизије Четврте армије повеле су 16. априла борбу на фронту Локве—Краљевица, 17. априла искрцала се 26. дивизија на острво Крк и ослободила га. После жилавих борби на главном правцу 13, 19. и 43. дивизија савладале су одбрану непријатеља и 18. априла завршиле шири обухват Ријеке, од Бакарског залива до Платка. Да би зауставили брзо надирање тих снага, Немци су на фронту 237. дивизије 19. априла ангажовали борбену групу Рендл, јачине једног пука, формирану од остатака 392. дивизије, која је у марту била разбијена у Лици.
У намери да убрза савладавање немачких снага пред улазом у Истру и што пре, у духу директиве Генералштаба југословенске армије, упути ка Трсту и у унутрашњост Истре јаке снаге, штаб Четврте армије одлучио је да прошири фронт. У том циљу су се 20. априла с острва Раба искрцали на острва Црес и Лошињ 9. дивизија и Кварнерски одред и идућег дана ослободили ова острва; на десном крилу Армије привучена је 20. дивизија, док је 45. дивизија упућена да се кроз непријатељски распоред по бригадама инфилтрише у Истру. Наневши високе губитке 237. дивизији на фронту према Ријеци, 19. дивизија је принудила Немце да одступе на западну обалу Рјечине, док је 13. дивизија избила на њен изворишни део, у рејон Клане. Немци су овде образовали чврст фронт и довлачили нове снаге, ослањајући се на врло јаку утврђену линију (Ингридштелунг) и онемогућили покушај бригада 43. дивизије да се инфилтришу. Ујутру 21. априла, после тешке борбе, 19. дивизија је ослободила Сушак, докле код Клане дошло до првог боја између 13. дивизије и пристиглих делова немачке 188. дивизије, који су се наставили и сутрадан. С обзиром на жестину којом су се Немци бранили, 22. априла штаб Четврте армије одлучио је да ојача крила Армије и десно крило (20. дивизију) усмери правцем преко Машуна на Пивку и Илирску Бистрицу, а лево (9. дивизију) са Цреса искрца на источну обалу Истре, да би се окружиле непријатељске снаге у простору Ријека, Клана, Гомањце. Уто је 24. априла код Клане дошло до другог боја између привучене 26. дивизије Четврте армије и сада већ комплетне немачке 188. дивизије. Обе ове дивизије истовремено су кренуле у напад: 26. дивизија с намером да заузме Клану, а 188. да се преко ње пробије на исток и затим удари к југу, у бок главне групације Четврте армије. У огорченим борбама целога дана трајали су јуриши и противјуриши обеју дивизија уз живо ангажовање суседне 13. и 19. дивизије, а с немачке стране 273. дивизије, борбене групе Ријека и бројних других мањих немачких и квислиншких формација. У Ријечкој бици биле су тада ангажоване готово све расположиве снаге немачког 97. армијског корпуса, што је створило повољне услове за остварење намераваног маневра Четврте армије за продор њених крила у Истру и Трст.
Следећа три дана, до 28. априла, Ријечка битка је достигла врхунац. Док се на главном фронту одвијала битка, 20. дивизија ојачана артиљеријом и тенковима с Машуна и Дедне горе сручила се 28. априла, заједно с главнином 43. дивизије, на Илирску Бистрицу, Пивку и Постојну и одатле усмерила део снага у леви бок и позадину 97. армијског корпуса, док је с југа, искрцана на источну обалу Истре, 9. дивизија кренула дуж обале у његов десни бок и позадину. Несмањени притисак дивизија Четврте армије на Ријечком фронту спречио је Немце да одвоје потребне снаге за отклањање ове веома опасне ситуације на њиховим боковима и у позадини. Кад су, по наређењу Генералштаба, крилне дивизије Четврте армије 28. априла окренуле ка Трсту, 13, 19. и 26. дивизија остале су на Ријечком фронту, а једна бригада 9. дивизије код Волоског, са задатком да опколе и униште 97. армијски корпус. Тог дана Немци су одустали од даљих покушаја да се пробију на исток и обухвате дивизије Четврте армије пред Ријеком. Али, без обзира на ситуацију у Истри и на правцу Трста, довлачили су нове снаге у рејон Ријеке. Следећа два дана, 29. и 30. априла, 13. дивизија је са севера, преко Илирске Бистрице и Шапјана, обухватала 97. армијски корпус, 2. бригада 9. дивизије с југа, од Опатије и Волоског, док су 19. и 26. дивизија притискивале на фронту Ријека—Рака (кота 920), где се непријатељ бескорисно трошио у упорној одбрани, нарочито на западној обали Рјечине.
Кад се 2. маја тежиште притиска на 97. армијски корпус пренело на север, општим правцем Илирска Бистрица—Липа, где је пристигла још и 8. дивизија Четврте армије, штаб 97. армијског корпуса је истог дана отпочео припреме за пробој управо у супротном правцу, по редоследу: 118. дивизија, борбена група Ријека, 237. дивизија и нешто западније борбена група „Реиндл”. Још у току ноћи 2/3. маја немачке јединице су напустиле Ријеку и обалу. Ујутру 3. маја 97. армијски корпус је прешао у напад на север истовремено кад и јединице Четврте армије које су биле у борбеном додиру с њим. Његова ударна маса тога дана постигла је местимичне успехе, али је штаб Четврте армије привлачењем нових снага у току ноћи 3/4. маја потпуно окружио 97. армијски корпус. И поред местимичних продора 4. и 5. маја које је 97. армијски корпус извео код Илирске Бистрице, у општем нападу свих снага које су га окруживале, 6. маја он је претрпео ванредно високе губитке у људству и материјалу, изгубивши сваки изглед да се пробије даље. У току следеће ноћи штаб 97. армијског корпуса је капитулирао. Јединице Четврте армије заробиле су 16.000 војника са свом ратном спремом.